# 苏蓉
苏蓉（1961年—），汉族，中华人民共和国政治人物、第十一届全国政协委员。
加入中国民主同盟，担任民盟四川省常委、成都大学副校长。2008年，当选第十一届全国政协委员，代表教育界，分入第四十组。